# Margherita Perras
Margherita Perras, de vegades esmentada com a Margarita Perra (Bítola o Tessalònica, 15 de gener de 1908 - Zúric, 2 de febrer de 1984) fou una soprano grega.

## Biografia
Perras cantà a l'església des de petita, interpretant solos en casaments i funerals. Va estudiar al Conservatori Estatal de Tessalònica i després a la Universitat de les Arts de Berlín, on una actuació seva en Don Pasquale de Gaetano Donizetti va atreure l'atenció del director Bruno Walter, que la va contractar per a l'Òpera de Städtische. Allà va cantar el paper de Nuri de Tiefland d'Eugen d'Albert i Cupido de l'Orfeu i Eurídice de Christoph Willibald Gluck el 1927. A l'any següent, va cantar el paper principal en l'estrena local de Hanneles Himmelfahrt de Paul Graener. Després de recórrer Espanya, Argentina i Brasil, va treballar al Staatsoper de Berlín, i el 1935 va rebre aclamacions per la seva interpretació de Konstanze en Die Entführung aus dem Serail de Mozart, sota la direcció de Felix Weingartner, a l'Òpera de l'Estat de Viena, paper que va repetir a Salzburg el 1935 i a Glyndebourne el 1937. Ben aviat van seguir altres papers de Mozart, com ara la Reina de la Nit de La flauta màgica, Susanna de Les noces de Fígaro i Pamina de La flauta màgica. El 1936 va cantar Gilda de Rigoletto de Verdi per a la Royal Opera House de Londres. El 1937 es va casar i es va establir a Zuric. Fins al 1944 va treballar exclusivament com a recitalista, però per a la temporada 1946-197 va tornar als escenaris de Viena. Va ser molt apreciada per les seves interpretacions de les cançons d'Othmar Schoeck.
Al Gran Teatre del Liceu de Barcelona va cantar en la temporada 1928-1929, actuant en Die Entführung aus dem Serail i Les noces de Fígaro.